# Zabrodzie (powiat Wyszkowski)
Zabrodzie is een dorp in het Poolse woiwodschap mazowieckie, in het district Wyszkowski. De plaats maakt deel uit van de gemeente Zabrodzie en telt 520 inwoners.